# Lycée Condorcet
Lycée Condorcet, cunoscut anterior ca Lycée Bonaparte, este unul dintre cele mai vechi patru licee din Paris și, de asemenea, unul dintre cele mai prestigioase. A fost înființat în 1803 în locația actuală de pe rue du Havre nr. 8, între Gara Saint-Lazare și Boulevard Haussmann, în arondismentul 9.

## Lista studenților și profesorilor renumiți
- Lev Casso, un avocat, profesor universitar și politician țarist
- Bao Dai, al treisprezecelea și totodată ultimul împărat al dinastiei Nguyen
- Marcel Dassault, un industriaș francez care și-a petrecut cariera în industria de avioane

## Legături externe
- Lycée Condorcet Arhivat în 29 septembrie 2022, la Wayback Machine.